# Antoni Miodoński
Antoni Stanisław Miodoński (ur. 26 marca 1889 w Żywcu, zm. 3 lutego 1949) – ksiądz dziekan Wojska Polskiego.

## Życiorys
Ukończył c. i k. Gimnazjum Wyższe w Wadowicach (1908). W 1912 roku otrzymał święcenia kapłańskie w diecezji krakowskiej. Podczas I wojny światowej był kapelanem rzymskokatolickim w armii austro-węgierskiej. W 1918 roku został kapelanem Wojska Polskiego. 3 maja 1922 roku został zweryfikowany w stopniu starszego kapelana ze starszeństwem z 1 czerwca 1919 roku i 16. lokatą w duchowieństwie wojskowym wyznania rzymskokatolickiego. W latach 1923–1928 był kierownikiem Rejonu Duszpasterstwa Katolickiego Biała-Bielsko i proboszczem parafii wojskowej Biała-Bielsko. 18 lutego 1930 roku awansował na proboszcza ze starszeństwem z 1 stycznia 1930 roku i 3. lokatą w duchowieństwie wojskowym wyznania rzymskokatolickiego. W 1932 roku był administratorem parafii wojskowej N. M. P. Ludzimierskiej w Bielsku na Śląsku. W okresie międzywojennym był m.in. duszpasterzem 5 Pułku Strzelców Podhalańskich w Przemyślu oraz prezesem Związku Szlachty Zagrodowej. W latach 1934–1939 był szefem duszpasterstwa wojskowego wyznania katolickiego Okręgu Korpusu Nr X w Przemyślu. Na stopień dziekana został mianowany ze starszeństwem z 19 marca 1938 roku w duchowieństwie wojskowym wyznania rzymskokatolickiego.
Po klęsce w kampanii wrześniowej udał się do Francji. Z polecenia generała Władysława Sikorskiego wyjeżdżał do Bukaresztu i Budapesztu, by ułatwić przyjazd do Francji oficerów polskich internowanych w Rumunii i na Węgrzech. Po upadku Francji dotarł do Wlk. Brytanii, gdzie otrzymał przydział duszpasterski do 3 Kadrowej Brygady Strzelców, stacjonującej w Moffat w Szkocji. 15 lipca 1941 roku został szefem duszpasterstwa Polskich Sił Powietrznych. Do końca wojny był seniorem duchownych wojskowych, ze względu na wysługę lat. Dokonał 260 wizytacji na terenie Wlk. Brytanii i innych krajów Europy Zachodniej. W trakcie tych wizytacji odbył m.in. 105 godzin lotu. 16 lipca 1943 roku brał udział w pogrzebie generała Władysława Sikorskiego.
Dzięki jego staraniom ofiarowano z Funduszu Społecznego Polskich Sił Powietrznych 500 funtów na Polską Misję Katolicką w Londynie. Z jego inicjatywy powstał Fundusz Pomocy Jeńcom. Z ofiar zebranych od lotników polskich kupiono i wysłano 4800 paczek dla jeńców polskich w Niemczech, szczególnie dla tych, którzy nie mieli rodzin. Organizował świetlice lotnicze, w tym Świetlicę Biskupa Polowego.

## Ordery i odznaczenia
- Krzyż Walecznych (dwukrotnie)[2]
- Złoty Krzyż Zasługi z Mieczami[2]
- Złoty Krzyż Zasługi (19 marca 1936)[8][9]
- Srebrny Wawrzyn Akademicki (5 listopada 1938)[10]